# Riaño de Ibio
Riaño de Ibio es una localidad del municipio de Mazcuerras, Cantabria (España). Está situado en la confluencia de varios arroyos, a unos 104 metros de altitud. Dista 5 kilómetros de la capital municipal. Cuenta con 186 habitantes (INE, 2008). Recibe su nombre de la cercana Loma de Ibio (de 798 metros de altitud). Junto con Herrera de Ibio, Ibio y Sierra de Ibio, forma el llamado «Concejón de Ibio», en la parte norte del municipio. Esta localidad celebra San Vitores el 26 de agosto.
Destaca en esta localidad el Palacio de los Gómez de la Torre, declarado Bien Inventariado por resolución de 11 de mayo de 2001. La casa y la capilla son un encargo de Don Anselmo Gómez de la Torre y Sánchez Calderón, en 1710, al maestro cantero Francisco de la Herrería Velasco, de Trasmiera. Gómez de la Torre fue obispo de Tuy de 1668 a 1721, y general de la Orden de San Benito. Es un ejemplo de palacio barroco montañés. El conjunto está formado por el palacio, una pequeña capilla sin vanos y una casona anexa. Una portalada de sillería complementa estas construcciones, abriendo el encitado de la finca a manera de arco de triunfo. Está realzado con el escudo de armas familiar. Está decorado con pináculos y bolas herrerianas. En la fachada principal se ve un soportal con tres arcos de medio punto, que dan acceso a un profundo zaguán, y en la segunda planta, aparece el blasón entre dos vanos que dan paso a un gran balcón. 
Personajes históricos que nacieron en esta localidad fueron:
- Anselmo Gómez de la Torre y Sánchez Calderón, religioso del siglo XVIII.
- Juan Gómez Ruiz, escultor del siglo XX.

## Evolución demográfica
| 2000 | 2001 | 2002 | 2003 | 2004 | 2005 | 2006 | 2007 | 2008 |
| 134  | 138  | 146  | 148  | 157  | 158  | 161  | 163  | 186  |

| 2009 | 2010 | 2011 | 2012 | 2013 | 2014 | 2015 | 2016 | 2017 |
| 207  | 214  | 218  | 217  | 211  | 216  | 219  | 220  | 221  |

- Datos: Q6107911